# كنتاكي ديربي

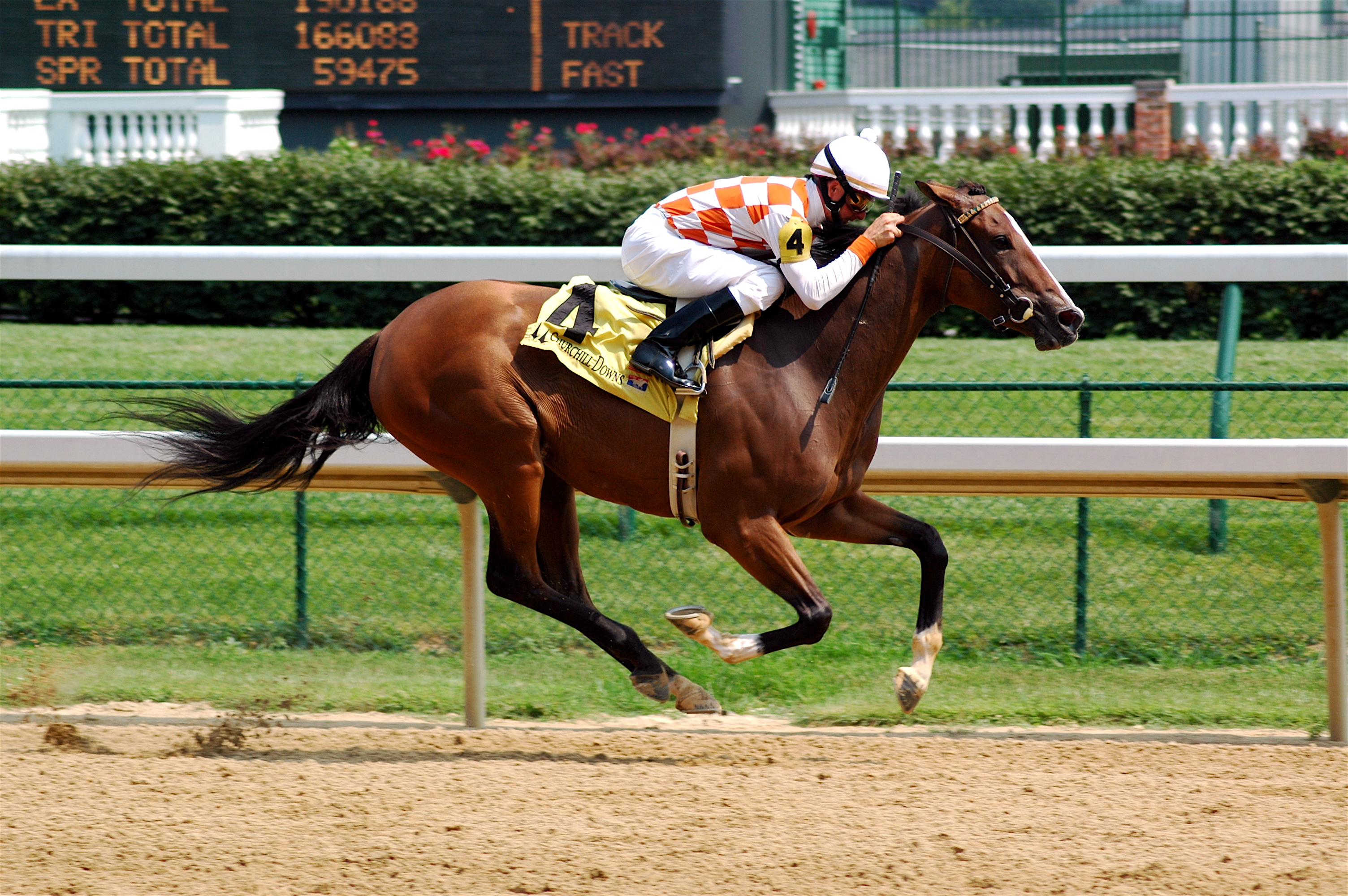
ميدان السياق في تشرشل داونز موقع الكنتاكي ديربي

كنتاكي ديربي (بالإنجليزية: Kentucky Derby)‏ يعد من أكبر وأهم مهرجان  لسباقات الخيل في الولايات المتحدة الأمريكية وهو من الفئة الأولى لسباقات الخيل المهجنة الأصيلة من نوع الثوروبيريد (بالإنجليزية: thoroughbred horses)‏ لفئة الثلاثة أعوام. ويشارك في هذا السباق خيرة الخيول وأغلاها.

## مهرجان سنوي

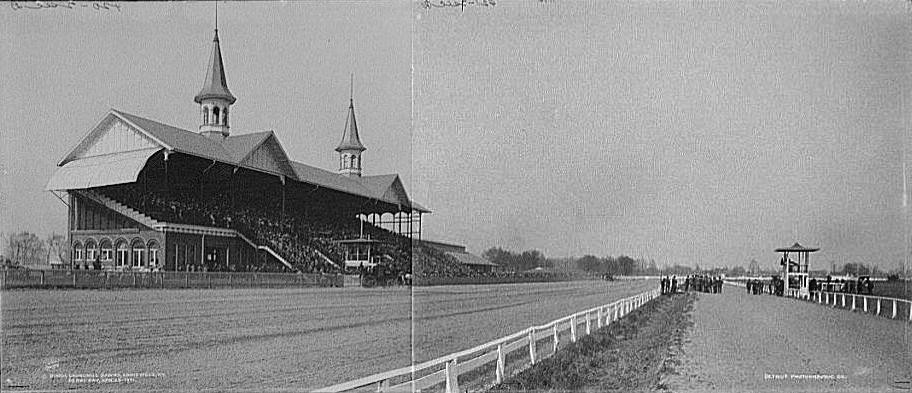
ميدان السباق تشرشل داونز عام 1901

هذا الحدث يعقد سنويا في ميدان السباق تشرشل داونز (بالإنجليزية: Churchill Downs)‏ في مدينة لويسفيل (بالإنجليزية: Louisville)‏، بولاية كنتاكي (بالإنجليزية: Kentucky)‏. يستمر مهرجان سباقات الكينتاكي ديربي مدة أسبوعين ابتداء من أول يوم سبت من شهر مايو من كل عام. مسافة السباق هي واحد وربع الميل (2 كلم). مقدر للحصان أن يحمل وزنا قدره 126 رطلا تماما (57,2 كلغ) والفرس تحمل 121 رطلا (54,9 كلغ). ولذلك يوزن الفارس بكامل معداته وهو يحمل السرج قبل السباق فإذا تجاوز هذا الوزن يستبعد منه، وإذا كان وزنه مع معداته أقل من الوزن القانوني، يحملون سروج الخيل أوزانا إضافية لتغطية الفارق. هذا ضمان لتساوي الفرص بين المتسابقين.
ولمحبي منافسات الخيل تعد سباقات الديربي هذه أكثر الأحداث إثارة على مدى دقيقتي السباق الواحد. والتي عادة ما يحضرها أكثر من 155000 نسمة.
ويعد هذا السباق المرحلة الأولى «لسباق تريبل كراون لخيول الثوروبريد» (بالإنجليزية: Triple Crown of Thoroughbred Racing)‏. الكينتاكي ديربي هو أول سباقات الجنوب الأمريكي حيث بدأ عام 1875 على هذا المستوى والثاني في الولايات المتحدة الأمريكية بعد سباق ترافرز ستيكس (بالإنجليزية: Travers Stakes)‏ في ساراتوغا (بالإنجليزية: Saratoga)‏.

## فعاليات أخرى
للكينتاكي ديربي فعاليات أخرى مصاحبة جعلته مهرجانا بكل ما في الكلمة من معنى. فهناك أكبر الاستعراضات الميدانية وسباقات الماراثون الطويلة والقصيرة وسباق البالونات وسباقات للقوارب. كل هذه الفعاليات تستقطب الجماهير طوال أسبوعي المهرجان.